# Rut Akselman
Dra. Rut Akselman es una bióloga, algóloga y artista argentina.
La autora es investigadora en el Instituto Nacional de Investigación y Desarrollo Pesquero de Mar del Plata, y ha estudiado técnicas textiles; siendo discípula de Joan Wall y de Amalia Jacob

## Algunas publicaciones
- Balech, E; R Akselman, HR Benavides, RM Negri. 1984. Suplemento a Los Dinoflagelados del Atlántico Sudoccidental. Rev. Invest. Desarr. Pesq. 4, 5-20

- Akselman, R. 1985. Contribución al estudio de la familia Gymnodiniaceae Lemmermann (Dinophyta) del Atlántico Sudoccidental. [Contribution to the study of the family Gymnodiniaceae Lemmermann (Dinophyta) in the southwestern Atlantic Ocean]. Serie : Physis, Secc.A. 43 (104). 39-50. Ed. Asociación Argentina de Ciencias Naturales, Buenos Aires. 39-50

- Akselman, R. 1986. Contribución al conocimiento de la familia Warnowiaceae Lindenmann (Clase Dinophyceae) del Atlántico sudoccidental. [Contribution to the knowledge of the family Warnowiaceae lindemann (Dinophycease) in the Southwestern Atlantic Ocean]. Serie : Darwiniana. 27(1-4). 9-17. Ed. Instituto de Botánica Darwinion, Buenos Aires. 9-17

- Balech, E; R Akselman. 1988. Un nuevo Diplopsaliinae (Dinoflagellatae) de Patagonia, Argentina. Physis (Buenos Aires), A, 46(110), 27-30

- Carreto, JI; R Akselman, AD Cucchi Colleoni, MO Carignan, M Pájaro. 1993. Presencia de veneno paralizante de moluscos en hígado de caballa de la región costera bonaerense. Publicaciones INIDEP Doc científico 2

- Montoya, NG; R Akselman, M Pájaro, RG Perrotta, JI Carreto. 1997. Mortandad de caballa Scomber japonicus en la plataforma bonaerense (Mar Argentino) asociada a un florecimiento del dinoflagelado tóxico Alexandrium tamarense. Rev. Invest. Desarr. Pesq. 11

- Boschi, EE; R Akselman. Comentario: V° Jornadas Nacionales de Ciencias del Mar y XIIIº Coloquio Argentino de Oceanografía. Mar del Plata, diciembre de 2003

- Akselman, R; EE Boschi. 2003. In memoriam: Juana Yolanda Dziekonska de Ciechomski. Rev. Invest. Desarr. Pesq. 16

- Boraso de Zaixso, AL; R Akselman. 2005. Anotrichium furcellatum (Ceramiaceae, Rhodophyta) en Argentina. Una posible especie invasora. Bol. Soc. Argent. Bot. 40 (3-4): 207 - 213. ISSN 0373-580 X :en línea

- La abreviatura «Akselman» se emplea para indicar a Rut Akselman como autoridad en la descripción y clasificación científica de los vegetales.[3]